# Reece Howden
Reece Howden (Cultus Lake, 12 juli 1998) is een Canadese freestyleskiër.

## Carrière
Howden maakte zijn wereldbekerdebuut in januari 2018 in Nakiska. Op 17 december 2018 scoorde de Canadees in Arosa zijn eerste wereldbekerpunten, vijf dagen later behaalde hij in Innichen zijn eerste toptienklassering in een wereldbekerwedstrijd. Op de wereldkampioenschappen freestyleskiën 2019 in Park City eindigde Howden als zeventiende op de skicross. Op 18 januari 2020 boekte de Canadees in Nakiska zijn eerste wereldbekerzege. In Idre Fjäll nam hij deel aan de wereldkampioenschappen freestyleskiën 2021. Op dit toernooi eindigde hij als vijfde op de skicross.

## Resultaten

### Wereldkampioenschappen
| Jaar | Plaats     | Resultaten   |
| ---- | ---------- | ------------ |
| 2019 | Park City  | 17e Skicross |
| 2021 | Idre Fjäll | 5e Skicross  |

### Wereldbeker
Eindklasseringen
| Seizoen   | Algm | SX  |
| --------- | ---- | --- |
| 2018/2019 | 115e | 26e |
| 2019/2020 | 74e  | 15e |

Wereldbekerzeges
| Datum            | Plaats      | Onderdeel |
| ---------------- | ----------- | --------- |
| 18 januari 2020  | Nakiska     | Skicross  |
| 21 december 2020 | Val Thorens | Skicross  |
| 23 januari 2021  | Idre Fjäll  | Skicross  |
| 24 januari 2021  | Idre Fjäll  | Skicross  |